# Свети Димитър (Калирахи)
Вижте пояснителната страница за други значения на Свети Димитър.
„Свети Димитър“ (на гръцки: Ιερός Ναός Αγίου Δημητρίου) е възрожденска православна църква в село Калирахи на остров Тасос, Егейска Македония, Гърция, част от Филипийската, Неаполска и Тасоска епархия на Вселенската патриаршия.

## История
Църквата е построена в центъра на селото и енорийски храм, а до 1920 година е и митрополитски.
Надписи
| На южната стена | На мраморна плоча на южната стена | Отляво на входа на оградата с липсваща дясна част                                                                                | Отдясно на входа на оградата |
| --- | --------------------------------- | --- | --- |
| ΙΣ ΧΡ ΤΟΥΤΟΝ ΤΟΝ ΤΙΜΙΟ(Ν) + ΔΕΜΟΝ ΦΡΙΤΕΙ ΝΙ ΚΑ ΗΚΟΔΟΜΗΘΗ Ο ΝΑΟC ΤΟΥ ΑΓΙΟΥ ΔΙΜΗ ΤΡΙΟΥ ΔΙΑ CΥΝΔΡΟΜΙΣ ΤΟΥ ΠΑΠΑΗΚΟΝΟ ΜΟΥ ΚΕ ΓΕΡΟΚΟCΤΑΝΤΙ ΚΕ ΝΙΚΟ ΛΑΟΥ ΚΕ ΠΑΝΤΟΝ ΤΟΝ ΧΡΙCΤΙΑΝΟΝ ΑΨΠΔ (1784) ΕΝ ΜΙΗΝΗ ΟΚΤΟΜΒΡΙΟΥ ΚΣ(Τ) (26) ΝΙΚΟΛΑΟΥ ΔΡΑΓΟΥΜΑΝΟΥ ΜΑΒΡΡΟΓΕΝΗ | ΩΚΤΩΜΒΡΙΟΥ 26 1784                | ΗΚΟΔΟΜΗΘΗ Η(ΠΕΡΙΟΧΗ) ΔΙΑ CΥΝΔΡΟΜ(ΗC) ΚΥΡ ΓΙΑΝΑΚΙ ΚΕ ΚΥΡ Χ(ΑΤΖΗ) ΠΑΝΤΩΝ ΤΟΝ ΧΡΙCΤΙΑ(ΝΩΝ) ΜΝΗΜΟ C ΥΝΟΝ ΕΧ(...) ΑCΤΡΟΓΙΟΒΑΝΙ 18(15) | ΔΙΑ CΙΝΔΡΟΜΗΣ ΤΟ(Υ) (Ε)ΝΤΙΜΟΥ ΑΝΤΩΝΙΟΥ ΕΠΙΤΡΟΠΟΥ ΚΕ ΓΙΑΝΝΙ ΚΕ ΠΑΝΤΩΝ ΤΩΝ ΧΡΙCΤΙ ΑΝΩΝ ΗΚΟΔΟΜΗΘΗ Υ ΠΕ ΡΙΟΧΗ ΑΦΤΙC 1815 ΕΗ ΙΠΝΗ + ΑΥ(Γ)ΟΥ |

## Архитектура
В архитектурно отношение е трикорабна базилика с трем от запад и женска църква над него. Северният кораб е посветен на Св. св. Константин и Елена, а южният – на Свети Николай. Като размери е най-голямата на острова от периода – външните размери са 19 m на 12,85 m с площ 244,15 m2. Поради наклона, църквата е висока от запад, а от изток едва се вижда от пътя, който е от тази ѝ страна. По голяма външна стълба се стига до женската църква. Тремът е широк 2,60 m. и висок 3,60 m. Осветен е от три прозореца, а четвъртият е превърнат във вход на по-късната камбанария на южната страна. Камбанарията с часовника според двата надписа е от 1947 година. От трема три стълби и двойна врата водят в храма, който има вътрешни размери 10,78 m на 16,86 m. Стените са дебели 0,9 m. Трите кораби са разделени от колонади от по четири колони с обикновени капители, високи 4,5 m, свързани с аркади. Корабите са с размери 2,40, 5 и 2,15 m. Осветлението е от два прозореца на северната стена и четири на юг.
В олтарното пространство има три конхи на светилище и три протезиса и така в църквата може да се служи повече от един път. Една ниша има и на северната стена, а на южната две. Осветлението е от един високо разположен прозорец. На пода в олтара има мраморни плочи, с които вероятно е бил покрит целия храм. Вътрешна дървена стълба води към женската църква, осветена от 6 процореца, по два на всяка стена. Покривът е от каменни плочи.
Храмът има впечатляваща акустика, тъй като в купола са вградени четири гърнета.

## Иконостас
Иконостасът е зигзагообразен, издигнат на едно мраморно стъпало, на което има два симетрични на царските двери дракона. В центъра на иконостаса има надпис „ΚΠ / ΡΓ“ и втори в рамка по-ниско „ΔΙΕΞΟΔΟΥ ΜΑΚΑ / ΡΙΟΥ ΙΕΡΟΜΟΝΑΧΟ / Υ ΧΙΡ ΓΕΟΡΓΙΟΥ ΙΕΡΕ / ΟΣ ΚΑΛΛΗΛΟΥ“. Царските двери са резбовани, а на някои царски икони има посвещения. Сходни икони има и от северната стена. Оттам подред иконите са на Константин и Елена, Димитър, Животворящ източник с надпис „Άγιον Όρος χειρ Χατζή Γεωργίου Μοναχού Κερασιά 15 Ιανουαρίου 1863. Μνήσθιτι Κύριε / τους δούλους σου / Μαρίας Παναγιώτου / συμβίας και των τέκνων Θαμαγής / Γεωργίου Βρανά πασών γυναικών / και συγγενών“. На иконостаса са иконите на светците Константин и Елена, Архангел, врата с Йоан Богослов, Сретение с надпис „Δέησις του δούλου του θεού Γεωργίου Χαζήρα Να 1852 Χειρ Νικηφόρου“, Възнесение Господне, Димитър, Богородица Вратарница, царските двери с надпис „ΑΥΤΗ Η ΩΡΑΙΑ ΠΥΛΗ ΑΦΙΕΡΩΘΗ ΥΠΟ ΝΙΚΑΝΔΡΟΥ ΜΟΝΑΧΟΥ ΨΑΡΑ 10 ΙΒΗΡΙΤΗ ΕΙΣ ΝΗΣΟΝ ΘΑΣΩ ΕΙΣ ΧΩΡΙΟΝ ΚΑΛΗ ΡΑΧΗ Κ(ΑΙ) ΕΙΣ ΤΟΝ ΝΑΟΝ ΤΟΥ ΑΓΙΟΥ ΔΗΜΗΤΡΙΟΥ, ΚΩΝΣΤΑΝΤΙΝΟΥ ΚΑΙ ΕΛΕΝΗΣ 1896“, Вседържител, Йоан Предтеча, Георги, Теодор Тирон и Теодор Стратилат, врата с тримата светители, Николай с надпис „Δαπάνη Ιωάννου Παναγιώτου Στεριώτου και της συζύγου αυτού Μαρίαν εικονισθείσα υπό του εν Καζαβητίου Ιωάννου Ζωγράφου 11, Μαϊου 1895“. На южната стена има икона на свети Харалампий. Над царските икони има флорална декорация, а над нея е дейсисният ред, който е наклонен надолу, за да се виждат по-добре иконите.